# 감물초등학교
감물초등학교는 대한민국 충청북도 괴산군 감물면 오성리에 있는 공립 초등학교이다.

## 학교 연혁
- 1933년 5월 15일 감물공립보통학교 개교(설립인가 3월 5일)
- 1938년 4월 1일 감물공립심상소학교로 개칭
- 1941년 4월 1일 감물공립국민학교로 개칭
- 1950년 6월 4일 감물국민학교 개칭
- 1991년 2월 28일 매전분교장 통합
- 1995년 2월 28일 이담분교장 통합
- 1996년 3월 1일 감물초등학교로 개칭
- 2020년 2월 7일 제84회 졸업(졸업생: 5875명)
- 2020년 3월 1일 제31대 배상호 교장 부임
- 2020년 3월 1일 6학급 편성(특수학급 1학급, 유치원 1학급)

## 참고 자료
- 감물초등학교 - 한국교육학술정보원 학교알리미